# 海洋世界海之中道
33°39′39″N 130°21′48″E / 33.660833°N 130.363333°E
海洋世界海之中道（日语：マリンワールド海の中道），正式名稱為株式會社海之中道海洋生態科學館（日语：株式会社海の中道海洋生態科学館），是一間位於日本福岡縣福岡市東區的水族館，營運者為西鐵集團。

## 概要
海洋世界海之中道位於福岡市東區北部的連島沙洲海之中道，與國營的海之中道海濱公園毗鄰。1989年4月開館，1995年4月進行了翻新和擴建。以「對馬海流」為主題，館內共有350種、多達20,000條魚，棲息地涵蓋熱帶、溫帶和寒帶。除了飼有各式魚類、海豚、斑海豹、海獺和海獅等水生動物以外，館內還展示了1994年於博多灣發現的巨口鯊標本。
2005年3月20日，因2005年福岡縣西方近海地震休館一日。
2016年10月3日再度休館，以替換90%以上的水槽設施，至2017年4月12日重新開館，並同時新增系列展覽「九州之海」。

## 外部連結
- 海洋世界海之中道官方網站 （页面存档备份，存于） （中文）
- 海洋世界海之中道的Facebook專頁 （日語）
- 25週年紀念影片 （页面存档备份，存于） （日語）